# Попов, Василий Николаевич (биолог)
Васи́лий Никола́евич Попо́в (26 августа 1974 — 13 апреля 2023, Воронеж) — российский биолог, доктор биологических наук, профессор, ректор Воронежского государственного университета инженерных технологий, с 2011 года по 2015 год возглавлял Координационный Совет по делам молодёжи в научно-образовательной сфере при Совете по науке, образованию и технологиям при Президенте России, заведующий кафедрой генетики, цитологии и биоинженерии Воронежского университета. В 2018 году получил почётное учёное звание профессора РАН.

## Краткая биография
В 1995 году окончил экстерном дневное отделение биолого-почвенного факультета Воронежского государственного университета. В период обучения был обладателем стипендии Президента России и гранта Соросовской образовательной программы. За исследования был удостоен премии Европейской Академии для молодых учёных из стран СНГ за 1997 год и Государственной премии Российской Федерации в области науки и техники для молодых учёных за 1998 год. Научные исследования под руководством Василия Попова поддержаны различными грантами и стипендиями, в частности, INTAS, CRDF, Российского фонда фундаментальных исследований, Президента России для поддержки молодых докторов наук, Конкурсного центра фундаментального естествознания Министерства образования России и программы «Университеты России».
В период с 2001 года по 2010 год — Василий Попов выигрывал гранты для молодых преподавателей Благотворительного фонда В. Потанина.
С 2009 года руководил исследованиями в научно-образовательном центре «Физико-химическая биология и биоинженерия».
В 2017 году Василию Попову присвоено звание «Почетный работник сферы образования Российской Федерации»
С 2011 по 2018 год работал проректором Воронежского государственного университета.
Весной 2018 года был избран профессором Российской академии наук (РАН).
На конференции работников и студентов вуза 29 ноября 2019 года избран ректором Воронежского государственного университета инженерных технологий.
Умер 13 апреля 2023 года в Воронеже.

## Область научных интересов и основные результаты
Биоэнергетика растительной и животной клеток. Исследование физиологической роли процессов свободного окисления, в частности несопряженного и разобщенного дыхания. Основные научные результаты:
- открытие роли альтернативной оксидазы в регуляции скорости образования активных форм кислорода у растений;
- изучает вклад анионных переносчиков в разобщение дыхания и окислительного фосфорилирования свободными жирными кислотами;
- выявление молекулярно-генетических механизмов регуляции синтеза компонентов митохондриальной электронтранспортной цепи.
- Василием Поповым расширены представления об участии пероксисом в клеточном метаболизме.

## Общественная деятельность
- С 2011 года Председатель Координационного Совета по делам молодежи в научно-образовательной сфере при Совете по науке, образованию и технологиям при Президенте РФ
- 2009 год вошел в резерв управленческих кадров под патронажем Президента России Архивировано 21 февраля 2012 года.

## Научные публикации (наиболее значимые)
- Popov V.N., Simonyan R.A., Skulachev V.P., Starkov A.A. Inhybition of alternative oxydase induses H2O2 production in plant mitochondria // FEBS Letters, 1997, V. 415, N1, P. 87-90.
- Popov V., Markova O., Mokhova E., Skulachev V.P. Effects of in vivo cold exposure and in vitro uncouplers and recouplers on potato tuber mitochondria // Biochem. Biophys. Acta. 2002 V. 1553, P. 232—237.
- Popov V.N., Dmitrieva E.A., Eprintcev A.T., Igamberdiev A.U. The separation and charachterisation of glycolate oxydase from maize mesophill and shuttle bindle cells // Journal of Plant Physiology. 2003. V.160, Issue 8. 851—857.
- Popov V.N. Possible role of free oxidation processes in regulation of reactive oxygen species production in plant mitochondria (review) // Biochem. Soc. Transactions. 2003. V. 31, N. 6, P. 1316—1317.
- Khailova L.S., Prikhodko E.A., Dedukhova V.I., Mokhova E.N., Popov V.N. and Skulachev V.P. Participation of ATP/ADP antiporter in oleate- and oleate hydroperoxide-induced uncoupling suppressed by GDP and carboxyatractylate. // Biochim Biophys Acta. 2006, 1757(9-10):1324-1329
- Popov V.N., Eprintsev A.T., Fedorin D.N., Igamberdiev A.U. Succinate dehydrogenase in Arabidopsis thaliana is regulated by light via phytochrome A // FEBS Letters. — 2010. — V. 584, N 1. — P. 199—202.

ОБЩИЕ ПОКАЗАТЕЛИ ПУБЛИКАЦИОННОЙ АКТИВНОСТИ